# Isomecocnemis cyanura
Isomecocnemis cyanura är en trollsländeart som först beskrevs av W. Foerster 1909.  Isomecocnemis cyanura ingår i släktet Isomecocnemis och familjen Protoneuridae. Inga underarter finns listade i Catalogue of Life.